# Inostemma szepligetii
Inostemma szepligetii är en stekelart som beskrevs av Jean-Jacques Kieffer 1916. Inostemma szepligetii ingår i släktet Inostemma och familjen gallmyggesteklar. Inga underarter finns listade i Catalogue of Life.